# Плешивец
Плешѝвец е село в Северозападна България. То се намира в община Ружинци, област Видин. Населението му е 218 души. Отстои на 4.93 км южно от общинския център с.Ружинци. Съседни на с. Плешивец са селата Ружинци и Гюргич. Покрай селото преминава река Лом, а на 5 км северно е яз. Дражинци, подходящи за любителите на риболова.
Късноантична крепост „Калето“ се намира на височината „Кайце“/“Косер“, на 3.7 km югоизточно по права линия от центъра на село Плешивец. Крепостта е изградена на скалист връх наклонен на север. Крепостна стена има само от запад, север и изток. От юг се спуска отвесен скален скат. Крепостната стена е дебела до 3 m.

## Население
Преброяване на населението през 2011 г.
Численост и дял на етническите групи според преброяването на населението през 2011 г.:
|                     | Численост | Дял (в %) |
| Общо                | 214       | 100,00    |
| Българи             | 210       | 98,13     |
| Турци               | 0         | 0,00      |
| Цигани              | 0         | 0,00      |
| Други               | 0         | 0,00      |
| Не се самоопределят |           | 0,00      |
| Неотговорили        | 3         | 1,40      |